# 顧譚
顧譚（205年—246年），字子默，吳郡吳人。三国时东吴文官，顧邵之子，顧雍之孙，陆逊外甥。

## 生平
约生於汉献帝建安十年（205年），少年时和諸葛恪、张休、陈表同为太子孙登的宾客，為輔正都尉。顾谭刚刚进入官府时，上书陈述事情，孙权往往不暇进餐称赞，认为他超过了徐详。孙权鉴于他的才能，对他极为厚待，多次受到赏赐和单独召见。
赤烏年間，代替諸葛恪擔任節度，查閱記錄書簿時，只需心算就能夠找出當中謬誤，屬下都佩服他的才能。後任奉車都尉，薛綜更將選曹尚書一職讓給顧譚。赤烏六年（243年），祖父顧雍逝世，数月後顧譚成为太常，代替顧雍的尚書职务。
顧譚因为向孙权进言，要求明辨嫡庶之分而与孙霸交恶。全琮子全寄寄居孙霸府上，也因此和顧譚有隙。
最初，241年芍坡之戰後，全琮父子因不滿封賞偏頗張休顧承等人，向朝廷进谗言並牽連顧譚。孙权看重顾谭的才能，本欲让他道歉而释放他。顾谭却在公开场合指责孙权，按大不敬罪本当处死。孙权看在其祖父顾雍的份上不做追究。
赤烏八年（245年）顧譚最终被流放交州。顧譚在交州怨愤而作《新言》二十卷。流放第二年（246年）逝世，终年四十二岁。

## 評價
- 顧雍：「君王以含垢為德，臣下以恭謹為節，何有舞不復知止？雖為酒後，亦為恃恩。謙虛不足，損吾家者必汝也。」
- 孫登：「張休、顧譚、謝景，皆通敏有識斷，入宜委腹心，出可爲爪牙。」
- 胡綜：「精識時機，達幽究微，則顧譚。」
  - 羊衜反駁胡綜：「子嘿[a]精而狠。」
- 陳壽：「譚獻納在公，有忠貞之節。」

## 延伸阅读
[在维基数据编辑]
 《三國志·卷52》，出自陳壽《三國志》